# Jenlain
Jenlain is een gemeente in het Franse Noorderdepartement (Frans: département du Nord) (regio Hauts-de-France). De plaats maakt deel uit van het arrondissement Avesnes-sur-Helpe.  Jenlain telde op 1 januari 2022 1.137 inwoners.
Jenlain wordt in een akte uit 885 genoemd en heet dan in het Latijn: Gentlinium. Er wordt een Simon de Jenlain, met daarbij het jaartal 1196, genoemd in het boek Histoire généalogique des Païs-Bas, ou Histoire de Cambray et du Cambresis uit 1664.

## Geografie
De oppervlakte van Jenlain bedroeg op 1 januari 2022 5,91 vierkante kilometer; de bevolkingsdichtheid was toen 192,4 inwoners per km².

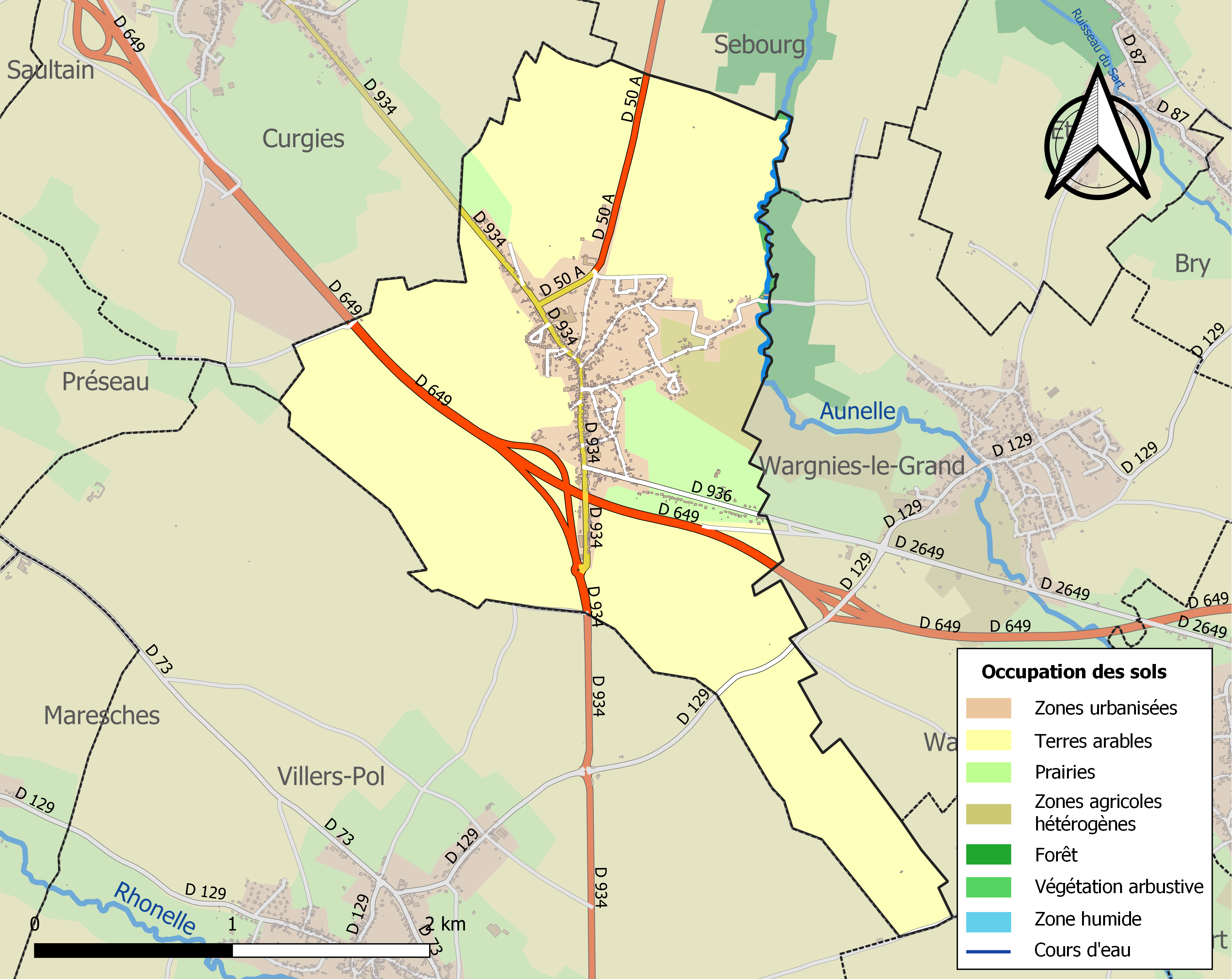
Kaart van de gemeente met belangrijkste infrastructuur, bodemgebruik en omliggende gemeenten

## Demografie
Onderstaande figuur toont het verloop van het inwonertal, bron: INSEE-tellingen.

## Websites
- (fr)  Statistische informatie op de website van INSEE